# پرینت چهاربعدی
چاپ ۴ بعدی (چاپ ۴ بعدی؛ همچنین به عنوان چاپ چاپ 4D، اریگامی فعال یا سیستم شکل‌دادن به شکل شناخته می‌شود) از تکنیک‌های مشابه چاپ سه بعدی از طریق برنامه‌ریزی کامپیوتری رسوب مواد در لایه‌های متوالی برای ایجاد یک جسم سه بعدی استفاده می کند. چاپ ۴ بعدی بعد تحول را در طول زمان اضافه می‌شود. بنابراین نوعی ماده قابل برنامه‌ریزی است که در آن محصول چاپی پس از مراحل ساخت با پارامترهای موجود در محیط (رطوبت، دما و …) واکنش نشان می‌دهد و متناسب با آن شکل خود را تغییر نیز می‌دهد. توانایی انجام این کار از تنظیمات بی‌نهایت نزدیک در رزولوشن میکرومتر ناشی می‌شود، همچنین باعث ایجاد جامدات با توزیع فضایی مولکولی مهندسی می‌شود و در نتیجه امکان عملکرد بی نظیر چند منظوره فراهم می‌شود.

## تکنیک‌های چاپ
استریولیتو گرافی یک تکنیک چاپ سه بعدی است که از آن استفاده می‌شود فتو پلیمریزاسیون برای اتصال بستر است که لایه بر لایه گذاشته شده‌است، ایجاد یک شبکه پلیمری به عنوان کخالف ذوب - رسوب مدل که در آن مواد اکسترود سخت بلافاصله به شکل لایه چهاربعدی چاپ است که بر اساس استیریولیتوگرافی در معرض نور ماورا بنفش استفاده می‌شود.
ناهمسان گردی در مهندسی جهت و بزرگی تحولات تحت شرایط خاص با تنظیم میکرو مواد به نحوی حیاتی است تا جهت‌گیری جاسازی شده چاپ به پایان برسد.

### معماری الیاف

یکی از پلیمرهای ترکیبی که توسط Tibbits و همکاران. چاپ شده، هنگام غوطه ور شدن در زیر آب به این صورت واکنش نشان می‌دهد.

بیشتر سیستم‌های چاپ ۴ بعدی از شبکه ای از الیاف استفاده می‌کنند که از نظر اندازه و خصوصیات مواد متفاوت می‌باشند. جسم‌های چاپ شده چهار بعدی می‌توانند در مقیاس‌های کلان و همچنین در مقیاس‌های خرد طراحی شوند. طراحی مقیاس‌های خرد از طریق شبیه‌سازی‌های پیچیده مولکول / الیاف که تقریبی از خواص همه مواد جمع شده استفاده شده در نمونه است، حاصل می‌شود. اندازه، شکل، مدول و الگوی اتصال این بلوک‌های سازنده مواد با فعال شدن محرک رابطه مستقیمی با شکل تغییر شکل را دارا هستند.

#### پلیمرها و هیدروژل‌های واکنش دهنده نسبت به آب
اسکایلار تیبیت مدیر آزمایشگاه Self-Assembly در ام آی تی می‌باشد و با گروه مواد Stratasys برای تولید یک پلیمر ترکیبی متشکل از عناصر بسیار آب دوست و عناصر خنثی از لحاظ واکنش پذیری و سفت و سخت کار کرد. خصوصیات منحصر به فرد این دو عنصر متفاوت تا ۱۵۰٪ تورم قسمتهای خاصی از زنجیره چاپ در آب را امکان‌پذیر می‌کند، این در حالی است که عناصر سفت و سخت محدودیت‌های ساختار و زاویه را برای زنجیره تبدیل شده تنظیم می‌کنند. تیبیتز و همکاران او زنجیره ای تولید کردند که هنگام غوطه ور شدن در آب کلمهٔ "MIT" را هجی می‌کند و زنجیره دیگری که تحت شرایط مشابه قرار می‌گیرد به یک مکعب مفتول تبدیل می‌کند.

##### کامپوزیت‌های سلولزی
تیله و همکاران او احتمالات یک ماده مبتنی بر سلولز را که می‌تواند به رطوبت واکنش نشان دهد، بررسی کردند. آنها یک فیلم دو لایه با استفاده از استرهای استرولای سلولزی با درجه جایگزینی متفاوت در دو طرف ایجاد کردند. یک استر با درجه جایگزینی ۰٫۳ (یعنی بسیار آب دوست است) و دیگری درجه جایگزینی ۳ (یعنی بسیار آبگریز است) وقتی نمونه از ۵۰ خنک شد ° C تا ۲۲ درجه سانتیگراد، و رطوبت نسبی از 5.9 to به ۳۵ افزایش یافت، طرف آبگریز منقبض شده و به تبع آن طرف آب دوست متورم می‌شود، و باعث می‌شود نمونه به سختی بپیچد. این فرایند برگشت‌پذیر می‌باشد، زیرا برگرداندن تغییرات دما و رطوبت باعث می‌شود تا نمونه مجدداً باز و گسترده شود.
درک تورم یا برآمدگی ناهمسانگرد و ترسیم نقشه تراز بودن فیبریل‌های چاپ شده توسط A. Sydney Gladman و همکاران امکان‌پذیر گشته‌است. برای تقلید از رفتار شنیع گیاهان استفاده شده‌است. شاخه‌ها، ساقه‌ها و گل‌ها با تغییر تورگور داخلی دیواره‌های سلولی و ترکیب بافتی به محرک‌های محیطی مانند رطوبت، نور و لمس واکنش نشان می‌دهند. با توجه به پیشبینی از این امر، تیم معماری هیدروژل ترکیبی که رفتار تورم ناهمسانگرد محلی و ساختار دیواره سلولی معمولی را تقلید می‌کند ساخته‌اند. فیبرهای سلولزی در حین انجام فرایند چاپ با میکروفیبریل‌هایی با نسبت ابعاد بالا (۱۰۰ ~ and) و مدول الاستیک در مقیاس 100 GPa ترکیب می‌شوند. این میکروفیبریل‌ها برای ساختار در یک ماتریس نرم آکریل آمید قرار می‌گیرند.
جوهر ویسکوالاستیکی که برای چاپ این کامپوزیت هیدروژل استفاده می‌شود، محلول آبی با ترکیبات N , N-dimethylacrylamide، نانورس، گلوکز اکسیداز، گلوکز و سلولز نانوالیافی است. نانو رس یک کمک رئولوژیکی است که جریان سیال را بهبود می‌بخشد، و گلوکز وقتی از مواد با نور ماورا بنفش بهبود می‌یابد از مهار شدن اکسیژن جلوگیری می‌کند. تیم با آزمایش کردن این جوهر، یک مدل نظری برای مسیر چاپ ایجاد کرد که جهت فیبرهای سلولزی را مشخص می‌کرد، جایی که لایه پایین چاپ موازی با محور x است و لایه بالایی چاپ با یک زاویه تتا در جهت عقب ساعت چرخانده می‌شود. انحنای نمونه به مدولهای الاستیک، نسبت تورم و نسبتهای ضخامت لایه و ضخامت دو لایه بستگی دارد؛ بنابراین، مدل‌های تنظیم شده که منحنی میانگین و انحنای گاوسی را توصیف می‌کنند، به ترتیب دو رابطهٔ زیر می‌باشند.
{\displaystyle H=c_{1}{\frac {\alpha _{\parallel }-\alpha _{\perp }}{h}}{\frac {\sin ^{2}(\theta )}{c_{2}-c_{3}\cos(2\theta )+m_{4}\cos(4\theta )}}}
{\displaystyle K=-c_{4}{\frac {(\alpha _{\parallel }-\alpha _{\perp })^{2}}{h^{2}}}{\frac {\sin ^{2}(\theta )}{c_{5}-c_{6}\cos(2\theta )+m_{4}\cos(4\theta )}}}
گلادمن و همکاران او دریافتند که با نزدیک شدن زاویه θ به ۰ درجه، انحنا معادلهٔ کلاسیک تیموشنکو را تقریب می‌بخشد و عملکرد آن مشابه نوار دو فلزی می‌باشد. ولی با نزدیک شدن θ به ۹۰ درجه، انحنا به شکلی مانند زین تبدیل می‌شود؛ بنابراین، با درک این موضوع، تیم می‌تواند اثرات نا همسانگردی را کنترل کند و خطوط تقارن را بشکند و باعث ایجاد هلی کوئید، پروفیل‌های برآمده و چیزهای دیگر نیز بشود.

#### پلیمرها و هیدروژل و واکنش نسبت به گرما
پلی (N-isopropylacrylamide) یا pNIPAM، ماده ای است که معمولاً به حرارت واکنش نشان می‌دهد. هیدروژل pNIPAM در محلول آبی آب گریز در ۳۲ درجه متورم می‌شود، دمای بحرانی محلول آن نیز کم است. دمای بالاتر از آن باعث کم‌آبی هیدروژل شده و باعث کوچکتر شدن آن می‌شود، بنابراین تغییر شکل می‌دهد. هیدروژل‌های متشکل از pNIPAM و برخی از پلیمرهای دیگر مثل ۴-هیدروکسی بوتیل اکریلات (4HBA ،) برگشت‌پذیری شدیدی را نشان می‌دهند، جایی که حتی پس از ۱۰ چرخه تغییر شکل تغییر شکل جدیدی وجود ندارد. Shannon E. Bakarich و همکاران او نوع جدیدی از جوهر چاپ 4D متشکل از هیدروژل‌های پیچیده کووالانسی یونی را ایجاد کردند که ساختاری مشابه هیدروژل‌های شبکه دو شبکه استاندارد دارد. شبکه اول پلیمری با کاتیونهای فلزی پیوند مستقیم نیز دارد، در حالی که شبکه دوم با پیوندهای کووالانسی متصل می‌باشد. سپس این هیدروژل با یک شبکه pNIPAM برای سفت شدن و تحریک حرارتی جفت می‌شود. در تست‌های آزمایشگاهی، این ژل با افزایش دما ۲۰–۶۰ درجه سلسیوس (۶۸–۱۴۰ درجه فارنهایت)–۶۰ درجه سلسیوس (۶۸–۱۴۰ درجه فارنهایت)، و سپس به ۲۰ درجه بازگردانی شد همچنین یک شیر هوشمند کنترل‌کننده مایعات چاپ شده از ماده برای بسته شدن هنگام لمس آب گرم و همچنین بازشدن هنگام لمس آب سرد طراحی شده‌است. این شیر با موفقیت در آب سرد باقی می‌ماند و میزان جریان آب گرم را تا ۹۹٪ کاهش می‌دهد. این نوع جدید هیدروژل چاپ 4D از نظر مکانیکی نسبت به سایر هیدروژل‌های حرارتی تحریک پذیر تر بوده و در کاربردهایی مانند ساختارهای خود-مونتاژ، فناوری پزشکی، رباتیک نرم و فناوری حسگر پتانسیل کاربرد دارد.

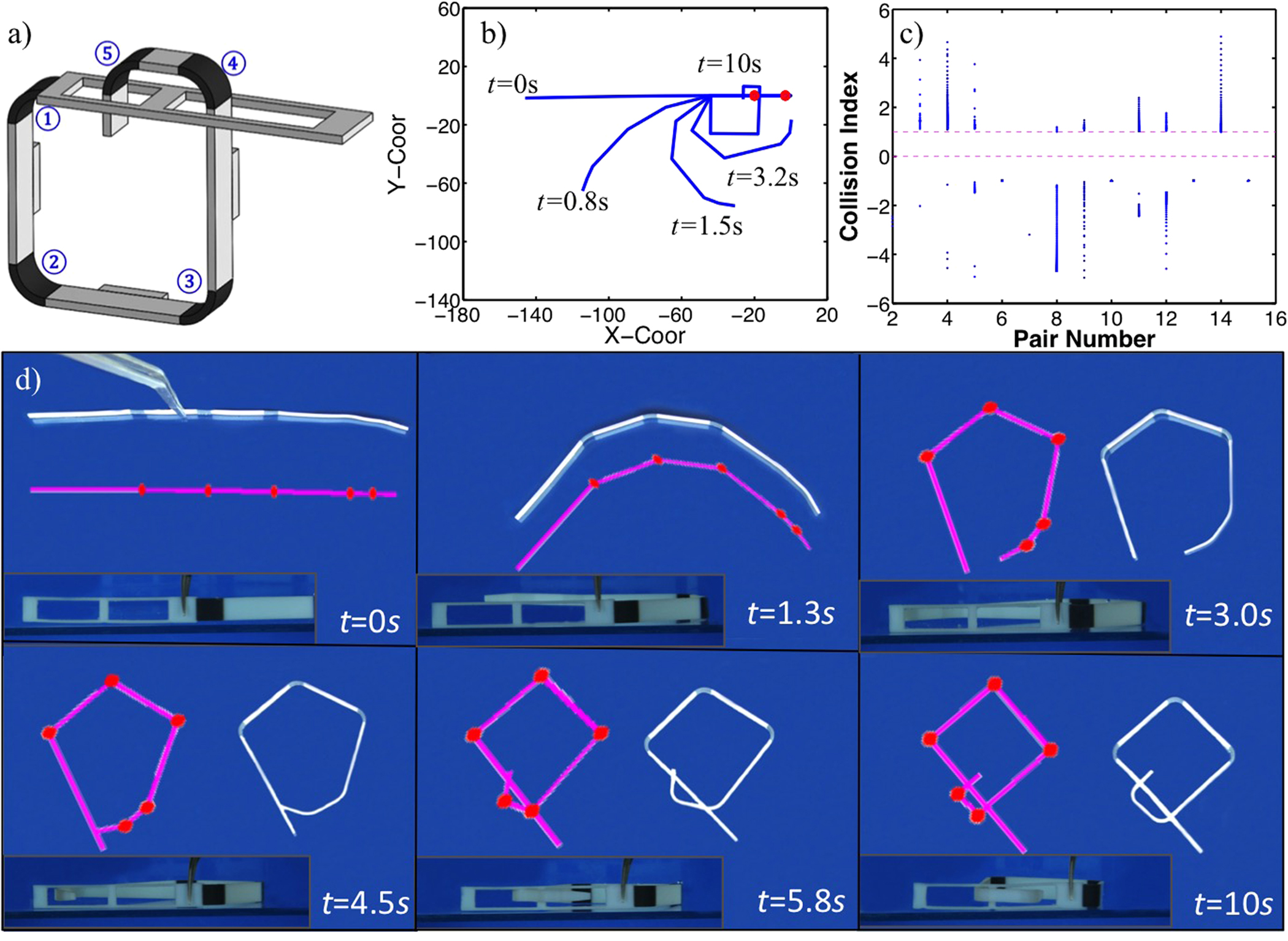
شماتیک یک مولفه SMP به هم پیوسته.

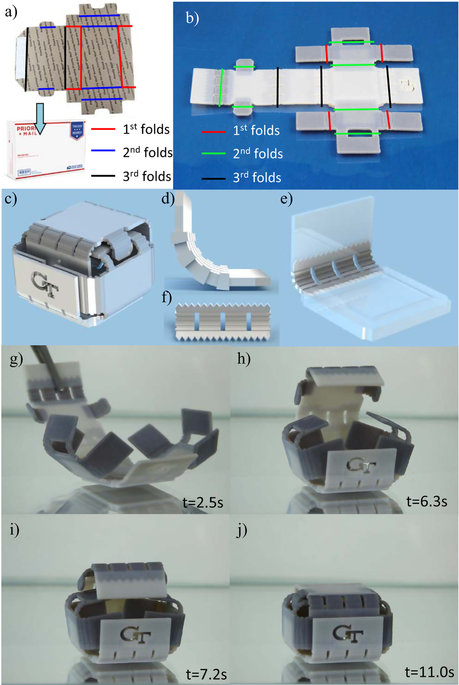
یک SMP به هم پیوسته و خود تاشو که از روش تا شدن صندوق پستی USPS تقلید می‌کند.

### شکل دیجیتال - حافظه پلیمرها

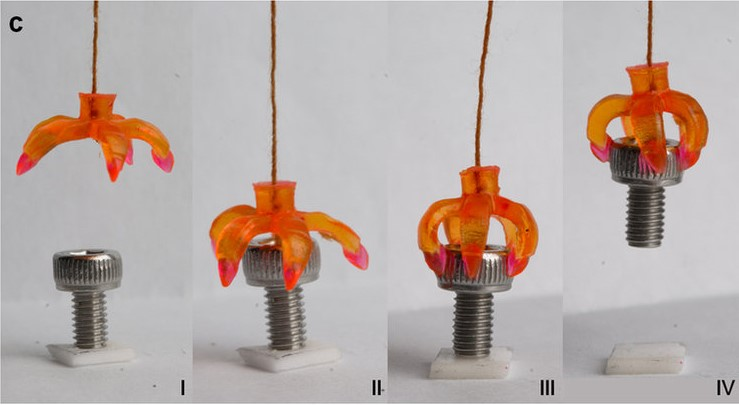
تایم بپس یک گیرنده SMP که Qi Ge و همکارانش طراحی کردند. برای گرفتن و رها کردن یک شی

پلیمرهای دارای حافظه شکل (SMP) در شرایط خاص، مانند قرار گرفتن در حرارت برای یک مدت زمانی، قادر به بازیابی شکل اصلی خود از یک شکل تغییر شکل یافتهٔ دیگر هستند. بسته به نوع پلیمر، ممکن است تنظیمات مختلفی وجود داشته باشند که مواد ممکن است در تعدادی از شرایط دما به کار برود. SMPهای دیجیتالی از فناوری چاپ سه بعدی برای مهندسی بسیار دقیق محل قرارگیری، هندسه و نسبت‌های اختلاط و پخت SMP با ویژگی‌های متفاوت مانند انتقال شیشه یا دمای انتقال ذوب بلور استفاده می‌کنند.یقی مائو و همکاران او از این ویژگی‌ها برای ایجاد یک سری لولاهای SMP دیجیتال که دارای رفتارهای حرارتی مکانیکی متفاوت و حافظه شکلی نیز هستند استفاده کردند، که روی مواد سفت و سخت و غیرفعال پیوند می‌خورند؛ بنابراین، تیم قادر به ساخت نمونه ای تاشو بود که می‌توانست بدون دخالت در خودش تا شود و حتی برای ایجاد ساختار مقاوم تر، قفل نیز شود. یکی از این پروژه‌ها شامل یک جعبه خود تاشو می‌باشد که به تبع از صندوق پستی USPS مدل‌سازی شده‌است.
Qi Ge و همکاران SMPهای دیجیتال را بر اساس اجزای سازنده با مدول‌های مختلف الاستیسیته و دمای انتقال شیشه با سویه‌های با شکست و خواص مکانیکی بسیار بالا تا ۳۰۰ درصد بزرگتر از مواد قابل چاپ موجود طراحی کرده‌اند. این به آنها این امکان را می‌دهد که یک گیرنده چند ماده ای ایجاد کنند که بتواند جسمی را با توجه به ورودی دما گرفته و آزاد کند. اتصالات ضخیم برای استحکام از SMP ساخته شده‌اند، در حالی که نوک میکرو گیرها را می‌توان به‌طور جداگانه طراحی کرد تا بتوانند یک تماس ایمن برای وسیله حمل و نقل را داشته باشد.

### آرامش استرس
استرس در فشار ۴ بعدی به این صورت تعریف می‌شود: فرایندی است که در آن یک مونتاژ مواد تحت تنش صورت می‌گیرد که در داخل مواد «ذخیره می‌شود». این تنش بعداً می‌تواند آزاد شود و باعث یک تغییر شکل کلی مواد شود.

#### پلیمرهای عکس العمل حرارتی
این نوع تحریک پلیمری را می‌توان آرامش تنش ناشی از عکس توصیف نمود.
این فناوری با قرار دادن شکاف‌های خمشی دل‌خواه در معرض نوارهای متمرکز نور شدید، از خم شدن پلیمر با درجه حرارت بهره می‌برد. این شکاف‌های خمشی تحت تنش چاپ می‌شوند اما تا زمانی که در معرض نور قرار نگیرند تغییر شکل نمی‌دهند. عامل فعالی که خمش مواد را ایجاد می‌کند، گرمای منتقل شده توسط نور شدید است. خود ماده نیز از پلیمرهای شیمیایی واکنش پذیر ساخته شده‌است. این ترکیبات با کمک یک مخلوط پلیمری همراه با یک فتوشاتور برای ایجاد کردن یک پلیمر آمورف، متقاطع کووالانسی را تولید می‌کنند. این ماده به صورت ورقه تشکیل شده و تحت کشش عمود بر چین خمشی مورد نظر بارگیری نیز می‌شود.
سپس مواد در معرض طول موج خاصی از نور قرار می‌گیرند، چون که دستگاه تحریک کننده نوری ای که مصرف می‌شود، مخلوط باقیمانده را پلیمری می‌کند و باعث ایجاد آرامش تنش می‌شود. بخشی از مواد که در معرض نور هستند را می‌توان با استفاده از شابلون‌ها کنترل کرد تا الگوهای خاص خمشی ایجاد کنند. همچنین می‌توان چندین بار تکرار از این فرایند را با استفاده از همان نمونه مواد با شرایط باربرداری متفاوت یا ماسک‌های استنسیل برای هر بار تکرار اجرا کرد. فرم نهایی به ترتیب و فرم حاصل از هر بار تکرار بستگی دارد.

## برنامه‌های فعلی

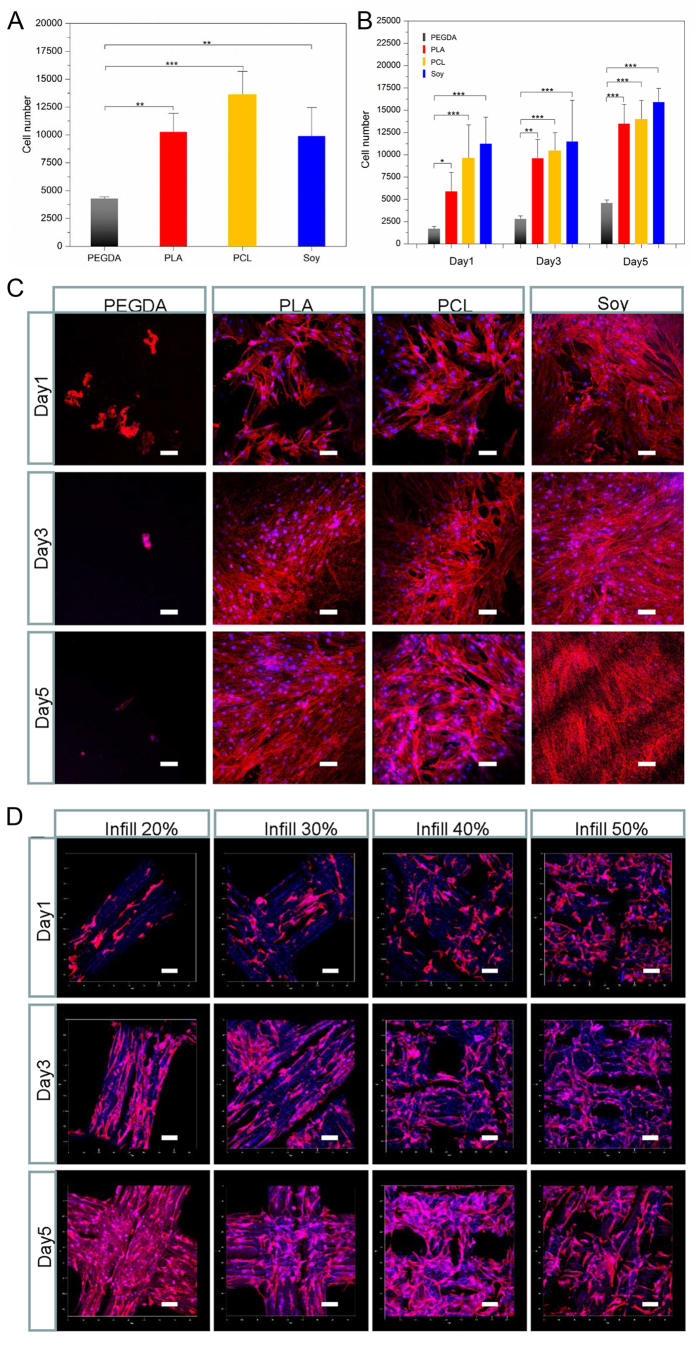
میائو و همکاران او، قسمتهای A, B و C نشان دهنده رشد سلول در داربست سویا در مقایسه با مواد مختلف می‌باشد. قسمت D نشان دهنده رشد سلول در کسر حجمی تراکم پر شده در داربست سویا است.

### زیست-پزشکی
گروه تحقیقاتی دکتر لیجی گریس ژانگ در دانشگاه جورج واشینگتن نوع جدیدی از رزین مایع با قابلیت چاپ چهار بعدی و قابل عکس برداری ایجاد کردند. این رزین از ترکیب اکریلات اکسید شده روغن سویا-تجدید پذیر ساخته شده‌است که همچنین زیست سازگار است. این رزین به گروه کوچکی از رزین‌های قابل چاپ سه بعدی می‌افزاید و یکی از معدود رزین‌هایی است که زیست سازگار هستند. نمونه ای از این رزین با پرینت سه بعدی لیزر از ۱۸- درجه تا ۳۲ درجه تحت نوسانات دما قرار گرفت و بازیابی کامل شکل اصلی آن را به نمایش گذاشت. داربست‌های چاپ شدهٔ این ماده پایه‌های موفقی برای رشد سلول‌های بنیادی مزانشیمی مغز استخوان انسان (hMSC) هستند. کیفیت بالای این ماده در اثر حافظه شکل و سازگاری زیستی، محققان را بر این باور دارد که به شدت توسعه داربست‌های پزشکی را پیش می‌برد. این مقاله تحقیقاتی یکی از اولین مقاله‌هایی می‌باشد که استفاده از پلیمرهای روغن گیاهی به عنوان رزین‌های مایع برای تولید استریولیتوگرافی در کاربردهای پزشکی را مورد وارسی قرار می‌دهد.
تیم تحقیقاتی لئونید یونوف (دانشگاه بایرویت) روش جدیدی را برای چاپ هیدروژل‌های زیست سازگار یا قابل تجزیه یا زیست تخریب پذیر با سلولهای زنده ساخته‌است. این روش اجازه می‌دهد تا لوله‌های خود تاشو توخالی با کنترل بی‌سابقه بر قطرها و ساختارهای آنها با وضوح زیاد. تطبیق پذیری این روش با به‌کارگیری دو سلول بیولوژیکی مختلف (اسید آلژینات و هیالورونیک) و مغز استخوان موش نشان داده می‌شود. مهار کردن پارامترهای چاپ کردن و چاپ پس از چاپ امکان دستیابی به میانگین قطر داخلی لوله را تا ۲۰ میکرومتر دارد، که هنوز با سایر روش‌های چاپ موجود قابل دستیابی نیست و با قطر کوچکترین رگ‌های خونی قابل مقایسه می‌باشد. روند چاپ 4D پیشنهادی هیچ تأثیر منفی ای بر زنده ماندن سلولهای چاپ شده ایجاد نمی‌کند و لوله‌های مبتنی بر هیدروژل تاشو از بقای سلول برای حداقل ۷ روز بدون هیچ کاهش در زنده ماندن سلول پشتیبانی می‌کنند. در نتیجه، استراتژی چاپ چاپ 4D ارائه شده امکان ساخت مجدد ساختارهای قابل تنظیم با قابلیت تنظیم و پاسخگویی را فراهم می‌کند، که با انتخاب مواد و یاخته‌های مناسب اداره می‌شود.

## برنامه‌های احتمالی
برخی از تکنیک‌ها و فناوری‌های موجود که به‌طور بالقوه می‌توانند برای چاپ 4D استفاده و تنظیم بشوند.

### نیروی کشش سلول
Cell Traction Force (CTF) روشی است که در آن سلول‌های زنده میکرو استراکچر را جمع کرده و به شکل طراحی شده خودش منتقل می‌کنند. این امر از طریق انقباضی که در اثر پلیمریزاسیون اکتین و فعل و انفعالات حاصل از اکتومیوزین در سلول رخ می‌دهد امکان‌پذیر می‌باشد. در فرایندهای طبیعی، CTF ترمیم زخم، آنژیوژنز، متاستاز و التهاب را تنظیم می‌کند. Takeuchi و همکاران او سلوله ای دانه دار در دو میکروپلیت قرار گرفتند و وقتی ساختار شیشه ای برداشته شود سلولها شکاف موجود در ریزپلیت را پر کرده و بنابراین خود تاشو را آغاز می‌کنند. این تیم با این روش توانست هندسه‌های شبه شکل و حتی دوازدهه‌های با توان عبور بالا ایجاد کند. حدس و گمان‌هایی نیز وجود دارد که استفاده از این تکنیک اریگامی سلول منجر به طراحی و چاپ یک ساختار مملو از سلول می‌شود که می‌تواند پس از اتمام مراحل چاپ از نمونه‌های غیر مصنوعی آنها تقلید کند.

### مواد هوشمند الکتریکی و مغناطیسی
مواد واکنش نشان دهندهٔ الکتریکی که امروزه وجود دارد بسته به شدت یا جهت یک میدان الکتریکی خارجی، اندازه و شکل خود را تغییر می‌دهند. پلی آنیلین و پلی پیرول (PPy) به ویژه مواد رسانایی خوبی می‌باشند و می‌توانند با استفاده از تترا فلوروبورات دوپ شوند تا تحت محرک الکتریکی منقبض و منبسط بشوند. یک ربات ساخته شده از این مواد با استفاده از یک پالس الکتریکی ۳ ولتی به مدت ۵ ثانیه حرکت می‌کند و باعث می‌شود یک پا گسترش یابد، سپس محرک را به مدت ۱۰ ثانیه برداشته و باعث حرکت پای دیگر به جلو بشود. تحقیقات در مورد نانولوله‌های کربنی، زیست سازگار و رسانای بالا، نشان می‌دهد که کامپوزیت ساخته شده از نانولوله کربنی و یک نمونه حافظه شکل، دارای هدایت الکتریکی و سرعت پاسخ الکتریکی فعال بالاتر از هر دو نمونه به تنهایی می‌باشد. فروگل‌های پاسخگو مغناطیسی در حضور یک میدان مغناطیسی قوی منقبض می‌شود؛ پس در تحویل دارو و سلول نیز کاربرد دارند. ترکیبی از نانولوله‌های کربنی و ذره‌های پاسخ دهنده مغناطیسی برای استفاده در تقویت رشد سلول و چسبندگی، در حالی که هنوز یک رسانایی قوی را حفظ کرده‌است، از چاپ زیستی استفاده شده‌است.

### تجارت و حمل و نقل
Skylar Tibbits در مورد کاربردهای آینده مواد چاپ 4D به عنوان محصولات قابل برنامه‌ریزی که می‌توانند متناسب با شرایط خاص باشند و به عواملی مانند دما، رطوبت، فشار و صدای بدن یا محیط فرد پاسخ می‌دهند، توضیح می‌دهد. Tibbits همچنین به مزیت چاپ 4D برای برنامه‌های حمل و نقل و سفر اشاره می‌کند - این اجازه می‌دهد محصولات بسته‌بندی شوند تا بعداً با طراحی محرک ساده شکل طراحی شده خود را در محل فعال کنند. همچنین احتمال حمل کانتینرهای حمل 4D که به نیروهای در حال عبور برای توزیع یکنواخت بارها واکنش نشان می‌دهند نیز وجود دارد. بسیار محتمل است که مواد چاپ شده 4D پس از خرابی بتوانند خود را ترمیم هم بکنند. این مواد قابلیت جدا شدن از خود را دارند و در نتیجه بازیافت قطعات سازنده آنها آسان‌تر می‌باشد.